# Boukoki II (Niamey)
Boukoki II ist ein Stadtviertel (französisch: quartier) im Arrondissement Niamey II der Stadt Niamey in Niger.

## Geographie

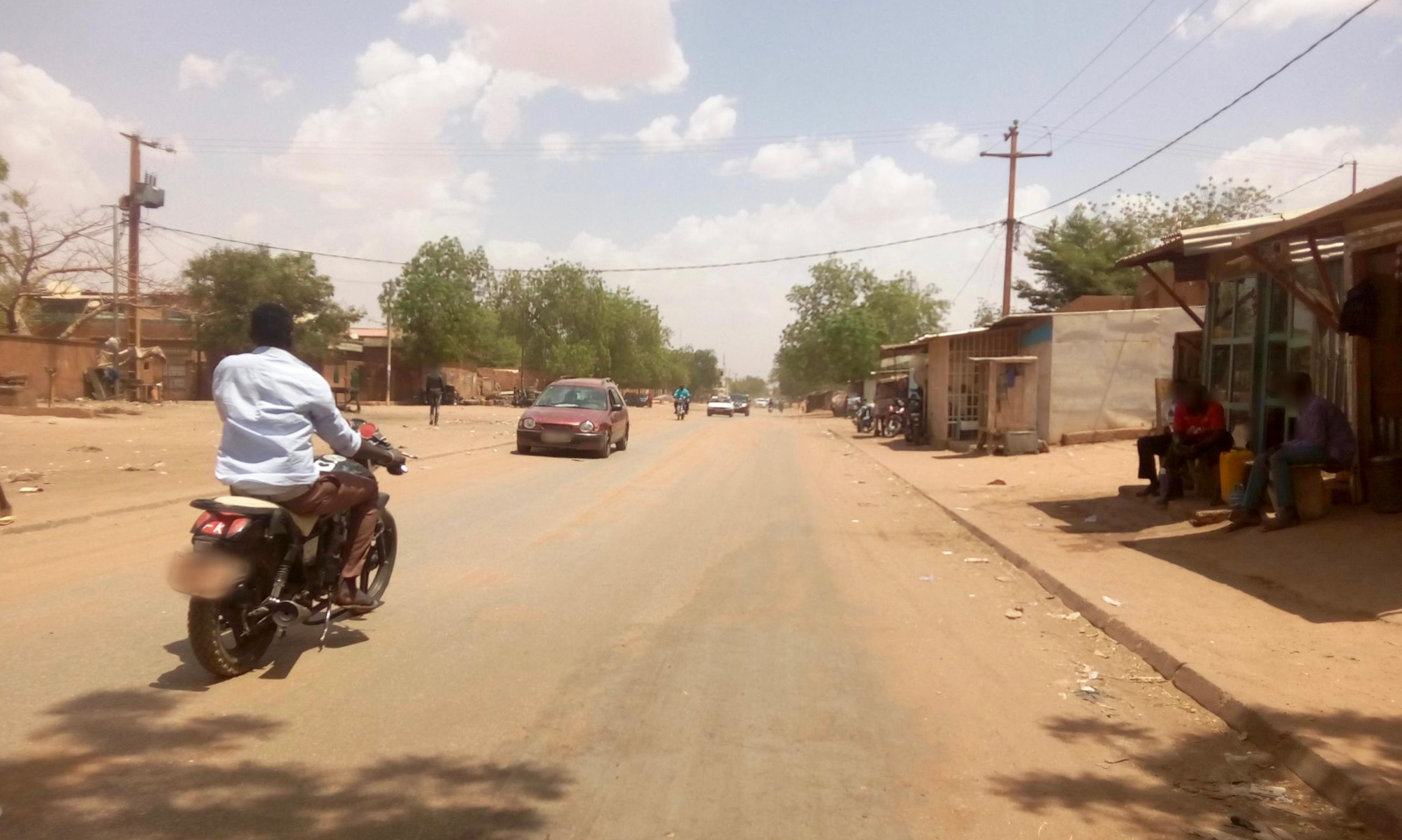
Avenue Kaocen in Boukoki II (2018)

Boukoki II gehört zum nördlich des historischen Stadtzentrums von Niamey gelegenen Stadtteil Boukoki. Es wird von den Straßenzügen des Boulevard Mali Béro, der Avenue de l’Ader, der Avenue Kaocen und der Avenue Maourikoye Néni begrenzt. Die umliegenden Stadtviertel sind Djeddah Koira Mè im Norden, Boukoki IV im Osten, Boukoki I im Süden und Boukoki III im Westen. Boukoki II liegt in einem Tafelland mit einer Sandschicht, die im Norden weniger und im Süden mehr 2,5 Meter tief ist.
Das Standardschema für Straßennamen in Boukoki II ist Rue BK 1, wobei auf das französische Rue für Straße das Kürzel BK für Boukoki und zuletzt eine Nummer folgt. Dies geht auf ein Projekt zur Straßenbenennung in Niamey aus dem Jahr 2002 zurück, bei dem die Stadt in 44 Zonen mit jeweils eigenen Buchstabenkürzeln eingeteilt wurde.

## Geschichte
In den einzelnen Vierteln von Boukoki bildeten sich in den 1960er Jahren Wohnsiedlungen für Zuwanderer aus dem Landesinneren heraus, die zum Teil wegen der schlechten Ernährungslage am Land in die Hauptstadt zogen. Boukoki II lag noch in den 1970er Jahren am nördlichen Stadtrand von Niamey, der hier in ein weitgehend unbebautes baumloses Ackerbaugebiet überging.

## Bevölkerung
Bei der Volkszählung 2012 hatte Boukoki II 11.622 Einwohner, die in 2071 Haushalten lebten. Bei der Volkszählung 2001 betrug die Einwohnerzahl 11.301 in 1814 Haushalten und bei der Volkszählung 1988 belief sich die Einwohnerzahl auf 10.312 in 1809 Haushalten.